# Combretum spinosum
Combretum spinosum är en tvåhjärtbladig växtart som beskrevs av Alexander von Humboldt och Bonpl.. Combretum spinosum ingår i släktet Combretum och familjen Combretaceae. Inga underarter finns listade i Catalogue of Life.